# Hanácký folklorní spolek
Hanácký folklorní spolek (zkr. HANFOS, původně Hanácké folklorní sdružení) je výraznou platformou folklorismu na Hané. Formálně se jedná o zapsaný spolek, který sdružuje zájemce o lidové tance, písně, zvyky a tradice Hané za účelem jejich udržení, propagace a veřejného šíření.
Spolek vznikl pod názvem Hanácké folklorní sdružení v roce 1991 z iniciativy tehdejšího vedoucího národopisného souboru Klas z Kralic na Hané Jana Kadlece a některých hanáckých souborů, které v době transformace kulturních institucí (např. Okresních kulturních středisek) a změn ekonomických poměrů u tzv. zřizovatelů těchto souborů vyjádřily svoji vůli spolupracovat na platformě dobrovolné zájmové asociace. K drobné změně názvu došlo v roce 2014 kvůli nové legislativní úpravě spolků (do té doby občanských sdružení).
Hanácký folklorní spolek propaguje činnost členských souborů v tradičních médiích, na sociálních sítích nebo prostřednictvím eventových aktivit, a to na území celé ČR. Spolek dále pro své členy pořádá semináře a workshopy, umožňuje vzájemné sdílení poznatků, realizuje projekty pro zvyšování odbornosti tanečníků i muzikantů, propojuje soubory v projektech krajského i národního významu a v neposlední řadě vyjednává a administruje smlouvy s Ochranným svazem autorským.
Veškerá činnost spolku plně závisí na bezplatné práci jeho členů a dobrovolníků. HANFOS nemá žádné zaměstnance ani nevyplácí funkční odměny. Takto bez nároku na honorář je na činnosti pro udržení a prezentaci tradiční lidové kultury na Hané každý rok odpracováno přes 2.000 hodin. Dlouholetou a od roku 2023 emeritní předsedkyní Hanáckého folklorního spolku je Hana Pospíšilíková, která za práci pro regionální folklorní asociaci získala cenu Křesadlo i cenu veřejnosti Olomouckého kraje za kulturu.

## Členské folklorní soubory
V současné době jsou členy spolku národopisné soubory, lidové muziky i jednotlivci ze všech okresů, kde se etnografický region Haná rozkládá – Prostějov, Olomouc, Přerov, Šumperk, Vyškov a Kroměříž. Aktivní členskou základnu tvoří zhruba 30 dětských a dospělých folklorních souborů se zhruba 500 tanečníky, zpěváky a muzikanty. Taneční i hudební soubory zpracovávají folklór z oblasti Hané, v některých případech i Lipenského (Hostýnského) Záhoří nebo Malé Hané.
Kolektivní členové Hanáckého folklorního spolku se aktivně zapojují do Dnů evropského dědictví, pořádají hanácké bály, tradiční obchůzky a připravují bezpočet dalších lokálních akcí, které oživují život ve městech a obcích celého hanáckého regionu. 

### Dospělé folklorní soubory
- Dechová hudba Moravská Veselka
- Folklorní soubor Haná Přerov
- Folklorní soubor Hanáci z Hulína
- Folklorní soubor Hanačka Litovel
- Haná Velká Bystřice
- Hanáci - spolek rodáků a přátel Hané v Praze
- Hanácká mozeka Litovel
- Hanácké folklorní sóbor Trnka Vyškov
- Hanácký mužský sbor Rovina Olomouc
- Hanácký národopisný soubor Olešnica Doloplazy
- Hanácký soubor písní a tanců Klas Kralice na Hané
- Hanácký spolek Hatě Tovačov Archivováno 4. 6. 2023 na Wayback Machine.
- Harmonie Vracov
- Národopisný soubor Cholinka Cholina
- Národopisný soubor Mánes Prostějov
- Národopisný soubor Pantla Náklo
- Národopisný soubor Pantlék Němčice nad Hanou
- Národopisný soubor Týnečáci
- Majetínek Majetín
- Štětovická slipka Vrbátky

### Dětské folklorní soubory
- Čekanka Velká Bystřice
- Hanácké Prosének Prosenice
- Hanáčci Litovel
- Cholinka Cholina
- Jabloňka Martinice
- Klásek a Kláseček Kralice na Hané
- Klebetníček Vyškov Archivováno 3. 3. 2022 na Wayback Machine.
- Krušpánek Velká Bystřice
- Malá Olešnica Doloplazy
- Maleníček Lipník nad Bečvou
- Malý Mánes Prostějov
- Pantla Náklo
- Pantlék Němčice nad Hanou
- Týnečáci - Sedmikrásky Velký Týnec
- Majetínek Majetín
- Trávníček Přerov
- Všetulské Hanáček
- Záhoráček Lipník nad Bečvou

## Popularizace tradiční lidové kultury na Hané
Hanácký folklorní spolek na reprezentativní úrovni představuje tradiční kroje, tance a hudbu z Hané. Pořádá veřejností oblíbené akce nadregionálního významu – folklorní festival Setkání Hanáků nebo Pouť krojovaných Hanáků). Připravuje audiovizuální pořady a původní autorská díla (DVD Hanácká svajba, CD Plke na nedělo, knižní monografie Hanácký lidový oděv, sborníky z konferencí o Hané, další naučné publikace a pořady k výročí osobností), sestavuje atraktivní zvykoslovné programy (masopust, Velikonoce, hody, pouť, dožínky, Advent) a spolupořádá tematické konference, semináře a workshopy. Spolek se dramaturgicky podílí také na významných regionálních událostech jiných pořadatelů: Olomoucké masopustní veselí, Prostějovské Hanácké slavnosti, Lidový rok ve Velké Bystřici, Olomoucké Velikonoce, Slavnost kroje ve Velké Bystřici, dětský folklorní festival Hulínské Hanáček nebo  Olomoucký tvarůžkový festival.
Spolek je organizátorem a národním garantem postupových přehlídek pro oblast Hané. Jedná se především o přehlídku choreografií dětských folklorních souborů a také o postupovou přehlídku dětského zpěvu lidových písní O hanáckyho kohóta (Zpěváček).
Při příležitosti vernisáže výstavy Hanáci republice, kterou ve výstavní síni Senátu Parlamentu České republiky připravily Bronislava Millá a Jarmila Vitoslavská, se členové Hanáckého folklorního spolku vydali v říjnu 2018 netradičně do Prahy a krojovaným průvodem napříč hlavním městem symbolicky oslavili 100. výročí vzniku republiky.

### Hanácká svajba
Program vznikl jako rekonstrukce tradiční hanácké svatby právě pro Mezinárodní folklorní festival Strážnice v roce 2005, kde také získal od poroty ocenění „Laureát MFF Strážnice“. Podařilo se v něm propojit jednotlivé hanácké folklorní soubory a dodat nový impulz pro další rozvíjení vzájemné spolupráce. Pořad byl od té doby uveden na mnoha místech ČR a v roce 2014 se podařilo finančně a produkčně zajistit podmínky k tomu, aby mohl být profesionálně zaznamenán jako audiovizuální dílo. Účinkovalo v něm přes 80 účinkujících z 10 národopisných souborů a vznikl tak televizní pořad na TV Noe i samostatný film na DVD se stopáží téměř 100 minut. K filmovému záznamu byla připravena také doprovodná tištěná publikace o významu, smyslu a postavách tradičního svatebního obřadu na Hané a DVD s publikací získalo nominaci na udělení Ceny Olomouckého kraje „Výjimečný počin v oblasti tradiční lidové kultury v roce 2015“.

### Ediční činnost
Kromě každoročního vydání kalendáře akcí členských souborů spolek podporuje a zajišťuje publikační aktivitu vlastních členů. Takto se podařilo iniciovat, podpořit nebo přímo vlastním nákladem vydat publikaci Marie Pachtové Hanáckým dětem, přípravu k reedici prvního dílu sbírky Ludmily Mátlové-Uhrové Lidové tance a taneční hry z Hané, vydat ročenku aktivních folklorních souborů a muzik na Hané, audionahrávku vyprávění Jiřího Vrby v hanáckém nářečí nebo třetí díl sbírky Jana Poláčka Lidové písně z Hané. Kromě obnovy a spolupořádání odborných konferencí o tradiční lidové kultuře Hané se Hanácký folklorní spolek nově stal vydavatelem sborníků s příspěvky z těchto konferencí.
V roce 2021 došlo také na zásadní ediční počin v oblasti hanáckých krojů. Autorky Bronislava Millá a Markéta Hnilicová sestavily populárně-naučnou tištěnou publikaci Hanácký lidový oděv. Fotografiemi bohatě ilustrovaná kniha představuje skutečný manuál pro zájemce o nošení tradičního oděvu z Hané a jejích podoblastí (kroj olomoucko-litovelský, přerovský, prostějovsko-tovačovský, kojetínský, kroměřížský, holešovsko-hulínský a jihozápadní Hané) s důrazem na původní kroj v poslední fázi jeho plnohodnotného vývoje a na praktické předvedení „dobrých příkladů“.